# Depot II von Slaný
Das Depot II von Slaný (auch Hortfund II von Slaný) ist ein Depotfund der frühbronzezeitlichen Aunjetitzer Kultur aus Slaný im Středočeský kraj, Tschechien. Es datiert in die Zeit zwischen 2000 und 1800 v. Chr. Das Depot befindet sich heute im Nationalmuseum in Prag.

## Fundgeschichte
Das Depot wurde 1942 östlich von Slaný bei einer archäologischen Rettungsgrabung auf dem Slánská hora (Salzberg) entdeckt. Das Gebiet war in der Bronzezeit sehr dicht besiedelt, aber auch ältere Besiedelungsspuren aus der Jungsteinzeit und der Kupferzeit sowie jüngere aus der Eisenzeit und dem Mittelalter sind nachgewiesen. Das Depot lag in gewachsenem Boden mit Schwarzerdecharakter.
Vom Salzberg stammen noch drei weitere Depotfunde (I, III und IV) sowie mehrere Einzelfunde der Aunjetitzer Kultur.

## Zusammensetzung
Das Depot besteht aus sechs bronzenen Zierscheiben (Faleren). Die Scheiben sind alle sehr ähnlich ausgeführt. Sie sind gegossen und weisen in der Mitte einen hohlen, kegelförmigen Buckel sowie auf der Mittelachse zwei sich gegenüber liegende Löcher auf. Die Ränder sind mit rechteckigen Fächern gesäumt. Diese waren mit Harz gefüllt, von dem bräunliche Verfärbungen erhalten sind. Eine Scheibe weist einen seitlichen rechteckigen Ausläufer aus, der ebenfalls durchlocht und mit Fächern verziert ist. Die Scheiben wurden gestapelt aufgefunden; die Scheibe mit dem Ausläufer lag zuunterst.